# Psilopsiagon
Psilopsiagon – rodzaj ptaków z podrodziny papug neotropikalnych (Arinae) w rodzinie papugowatych (Psittacidae).

## Zasięg występowania
Rodzaj obejmuje gatunki występujące w Ameryce Południowej.

## Morfologia
Długość ciała 16–20 cm; masa ciała 45–62 g.

## Systematyka

### Etymologia
- Psilopsiagon: gr. ψιλος psilos „nagi”; σιαγων siagōn, σιαγονος siagonos „szczęka”[5].
- Amoropsittaca: gr. αμορος amoros „nieszczęśliwy”, od αμοιρεω amoireō „nie mieć udziału w, być pozbawionym”; ψιττακη psittakē lub ψιττακος psittakos „papuga”[6]. Gatunek typowy: Arara aymara d’Orbigny, 1839.

### Podział systematyczny
Do rodzaju należą następujące gatunki:
- Psilopsiagon aurifrons (Lesson, 1831) – stokówka żółtoczelna
- Psilopsiagon aymara (d’Orbigny, 1841) – stokówka ciemnogłowa
- Psilopsiagon ferrugineifrons (Lawrence, 1880) – stokówka rdzawoczelna
- Psilopsiagon orbygnesia (Souancé, 1856) – stokówka andyjska